# Gmina Dydnia
Die Gmina Dydnia ist eine Landgemeinde im Powiat Brzozowski der Woiwodschaft Karpatenvorland in Polen. Ihr Sitz ist das gleichnamige Dorf mit etwa 1600 Einwohnern.

## Gliederung
Zur Landgemeinde (gmina wiejska) Dydnia gehören folgende 13 Dörfer mit einem Schulzenamt:
Dydnia
Grabówka
Jabłonka
Końskie
Krzemienna
Krzywe
Niebocko
Niewistka
Obarzym
Temeszów
Ulucz
Witryłów
Wydrna
Weitere Ortschaften der Gemeinde sind Jabłonica Ruska und Hroszówka.